# Love Yourself World Tour
Il BTS World Tour: Love Yourself, conosciuto come Love Yourself World Tour, è stato il quinto tour di concerti della boy band sudcoreana BTS, a supporto della trilogia musicale Love Yourself, Her, Tear e Answer, e di Face Yourself in Giappone.
Il tour è iniziato il 25 agosto 2018 in Corea del Sud e ha fatto tappa in altri tredici Paesi (Giappone, Stati Uniti, Canada, Regno Unito, Francia, Paesi Bassi, Germania, Taiwan, Hong Kong, Singapore, Brasile, Thailandia e Arabia Saudita), prima di concludersi a Seul il 29 ottobre 2019 con un profitto stimato di 240 miliardi di won e oltre 2 milioni di spettatori. Ciò ha reso i BTS il gruppo in tournée con gli incassi più alti al mondo nel 2019, nonché il terzo artista nella classifica comprendente anche i solisti.

## Annuncio
Il 26 aprile 2018, la casa discografica Big Hit Entertainment ha caricato un trailer sul canale ufficiale YouTube annunciando un imminente tour mondiale dei BTS. Il video ha rivelato le prime ventidue date, suddivise in undici città del mondo. Subito dopo l'annuncio, diversi hashtag sono entrati in tendenza mondiale sulle reti sociali, incluso quello omonimo del tour, #Love_Yourself, sottolineando il livello di aspettative sull'evento.
Le date dei nove concerti nei palazzetti in Giappone sono state annunciate il 30 luglio 2018 sulle piattaforme sociali del gruppo.

## Accoglienza

### Commerciale
Tutti i 90.000 biglietti per i concerti allo Stadio Olimpico di Seul del 25 e del 26 agosto sono andati esauriti dopo la seconda asta pubblica del 3 agosto, fruttando circa 95 miliardi di won. A Singapore i biglietti sono terminati in meno di quattro ore, e in Giappone Love Yourself è stato il diciannovesimo concerto più venduto dell'anno, con un incasso totale di $44.477.061 per 380.000 biglietti.
I biglietti per gli spettacoli a Newark, Fort Worth e Los Angeles sono stati messi in vendita il 5 maggio 2018 e sono andati esauriti in pochi secondi. A causa della forte domanda, è stata aggiunta un'altra data a Los Angeles. I biglietti per i concerti di Oakland, Chicago e Hamilton sono stati messi in vendita il 7 maggio. Quelli per Hamilton si sono esauriti in poco più di un'ora e l'organizzatore Core Entertainment ha affermato che sarebbero finiti più velocemente se non fosse stato per le difficoltà accusate da Ticketmaster in seguito ad un afflusso di traffico senza precedenti sul sito. Tutti i quattordici concerti, per un totale di 180.000 biglietti, sono andati sold-out. Un quindicesimo e ultimo spettacolo in America del Nord, al Citi Field di New York, è stato annunciato l'8 agosto, e ha reso i BTS i primi artisti coreani a tenere un concerto in uno stadio degli Stati Uniti. I biglietti sono finiti in meno di dieci minuti. Il tour dei BTS è stato il più venduto dell'autunno negli Stati Uniti, insieme a quello di Elton John, e in Canada.
I concerti a Londra, Amsterdam, Berlino e Parigi hanno segnato la prima tournée del gruppo in Europa. I 100.000 biglietti sono stati messi in vendita il 1º giugno: quelli per Londra si sono esauriti in due minuti, quelli per Berlino in nove.
Secondo StubHub, Love Yourself è stato uno dei concerti più venduti al mondo nel 2018, secondo solo a quello di Ed Sheeran.

### Critica
Il tour ha ricevuto recensioni positive dai critici. I media locali hanno riferito che i fan si erano accampati fuori dallo Staples Center di Los Angeles giorni prima dell'inizio del concerto. Philip Cosores di Uproxx ha descritto le quattro serate presso il palazzetto come "un'esperienza enorme, multi-sensoriale", "aperta a tutti" e "multi-culturale" dove la musica superava ogni barriera linguistica. Tiffany Taylor di The Hollywood Reporter ha parlato delle "coreografie spettacolari", lodando le esibizioni soliste e l'energia dei fan, che ha considerato i momenti salienti dell'evento. Jim Harrington di The Mercury News si è riferito al concerto presso l'Oracle Arena di Oakland come a "il più rovente dell'anno nella Bay Area", affermando che guardare le esibizioni soliste era come "guardare sette star individuali, ciascuna delle quali potrebbe godere di una carriera solista di successo". Per gli spettacoli di Chicago, il critico Kim Young-dae ha affermato che la loro forza fossero le abbaglianti esibizioni di gruppo, la maestria nei numeri solisti e quanto essa fosse immersiva. Crystal Bell di MTV ha detto della tournée che "i BTS hanno creato un'esperienza così accattivante, così immersiva, e così visivamente stupenda che ha rinsaldato la boy band come uno degli artisti più vitali della musica pop di oggi". The Quietus ha scritto della tappa londinese: "Lo spettacolo è sulla ricerca della propria identità. Dopo due ore e mezza di cambio costumi, ritmi pulsanti, acuti altissimi e l'impossibile bellezza iconica dei loro video, i BTS camminano verso il fronte del palco in jeans e T-shirt di basso profilo. [...] Mentre cantano l'ultima canzone, Anpanman, che tratta di un nuovo genere di supereroe, ci rendiamo conto che anche la loro impacciatezza e la loro sensibilità sono fonti della loro forza".
The Denisonian ha votato il concerto 10 su 10, affermando che la musica, gli elementi visivi, i balli e i fan erano ciò che l'aveva reso un'esperienza grandiosa. Vivid Seats ha nominato i BTS "artisti del 2018" per la performance del gruppo al Citi Field.

## Scaletta
I BTS hanno usato tre diverse scalette per il tour. Ciascuna include le stesse canzoni, mentre quelle del medley (dalla 12 alla 16) sono organizzate differentemente.
1. Idol
2. Save Me
3. I'm Fine
4. Magic Shop
5. Trivia: Just Dance
6. Euphoria
7. I Need U
8. Run
9. Serendipity
10. Trivia: Love
11. DNA
12. 21st Century Girl[n 1]/ Boyz with Fun[n 2]/ Dope[n 3]
13. Go Go[n 1][n 3]/ Attack on Bangtan[n 2]
14. Blood Sweat & Tears[n 1][n 3]/ Fire[n 2]
15. Boy in Luv[n 1][n 3]/ Silver Spoon[n 2]
16. Danger[n 1]/ Dope[n 2]/ Fire[n 3]
17. Airplane Pt. 2
18. Singularity
19. Fake Love
20. Trivia: Seesaw
21. Epiphany
22. The Truth Untold
23. Outro: Tear
24. Mic Drop

Encore
1. So What
2. Anpanman
3. Answer: Love Myself

Note
1. 1 2 3 4 5  Scaletta A.
2. 1 2 3 4 5  Scaletta B.
3. 1 2 3 4 5  Scaletta C.

## Date
| Data              | Città       | Stato         | Luogo                                  | Biglietti (venduti / disponibili) | Incasso     |
| Asia              | Asia        | Asia          | Asia                                   | Asia                              | Asia        |
| ----------------- | ----------- | ------------- | -------------------------------------- | --------------------------------- | ----------- |
| 25 agosto 2018    | Seul        | Corea del Sud | Stadio Olimpico                        | 90.000 / 90.000                   | $8.411.739  |
| 26 agosto 2018    | Seul        | Corea del Sud | Stadio Olimpico                        | 90.000 / 90.000                   | $8.411.739  |
| Nord America      |             |               |                                        |                                   |             |
| 5 settembre 2018  | Los Angeles | Stati Uniti   | Staples Center                         | 180.000 / 180.000                 | N.D.        |
| 6 settembre 2018  | Los Angeles | Stati Uniti   | Staples Center                         | 180.000 / 180.000                 | N.D.        |
| 8 settembre 2018  | Los Angeles | Stati Uniti   | Staples Center                         | 180.000 / 180.000                 | N.D.        |
| 9 settembre 2018  | Los Angeles | Stati Uniti   | Staples Center                         | 180.000 / 180.000                 | N.D.        |
| 12 settembre 2018 | Oakland     | Stati Uniti   | Oracle Arena                           | 180.000 / 180.000                 | N.D.        |
| 15 settembre 2018 | Fort Worth  | Stati Uniti   | Fort Worth Convention Center           | 180.000 / 180.000                 | N.D.        |
| 16 settembre 2018 | Fort Worth  | Stati Uniti   | Fort Worth Convention Center           | 180.000 / 180.000                 | N.D.        |
| 20 settembre 2018 | Hamilton    | Canada        | FirstOntario Centre                    | 180.000 / 180.000                 | N.D.        |
| 22 settembre 2018 | Hamilton    | Canada        | FirstOntario Centre                    | 180.000 / 180.000                 | N.D.        |
| 23 settembre 2018 | Hamilton    | Canada        | FirstOntario Centre                    | 180.000 / 180.000                 | N.D.        |
| 28 settembre 2018 | Newark      | Stati Uniti   | Prudential Center                      | 180.000 / 180.000                 | N.D.        |
| 29 settembre 2018 | Newark      | Stati Uniti   | Prudential Center                      | 180.000 / 180.000                 | N.D.        |
| 2 ottobre 2018    | Chicago     | Stati Uniti   | United Center                          | 180.000 / 180.000                 | N.D.        |
| 3 ottobre 2018    | Chicago     | Stati Uniti   | United Center                          | 180.000 / 180.000                 | N.D.        |
| 6 ottobre 2018    | New York    | Stati Uniti   | Citi Field                             | 40.000 / 40.000                   | N.D.        |
| Europa            |             |               |                                        |                                   |             |
| 9 ottobre 2018    | Londra      | Regno Unito   | The O2 Arena                           | 31.475 / 32.278                   | $4.943.140  |
| 10 ottobre 2018   | Londra      | Regno Unito   | The O2 Arena                           | 31.475 / 32.278                   | $4.943.140  |
| 13 ottobre 2018   | Amsterdam   | Paesi Bassi   | Ziggo Dome                             | 13.893 / 13.893                   | $2.250.000  |
| 16 ottobre 2018   | Berlino     | Germania      | Mercedes-Benz Arena                    | 30.000 / 30.000                   | N.D.        |
| 17 ottobre 2018   | Berlino     | Germania      | Mercedes-Benz Arena                    | 30.000 / 30.000                   | N.D.        |
| 19 ottobre 2018   | Parigi      | Francia       | AccorHotels Arena                      | 28.149 / 28.149                   | $4.580.000  |
| 20 ottobre 2018   | Parigi      | Francia       | AccorHotels Arena                      | 28.149 / 28.149                   | $4.580.000  |
| Asia              |             |               |                                        |                                   |             |
| 13 novembre 2018  | Tokyo       | Giappone      | Tokyo Dome                             | 380.000 / 380.000                 | $44.477.061 |
| 14 novembre 2018  | Tokyo       | Giappone      | Tokyo Dome                             | 380.000 / 380.000                 | $44.477.061 |
| 21 novembre 2018  | Osaka       | Giappone      | Kyocera Dome                           | 380.000 / 380.000                 | $44.477.061 |
| 23 novembre 2018  | Osaka       | Giappone      | Kyocera Dome                           | 380.000 / 380.000                 | $44.477.061 |
| 24 novembre 2018  | Osaka       | Giappone      | Kyocera Dome                           | 380.000 / 380.000                 | $44.477.061 |
| 8 dicembre 2018   | Taoyuan     | Taiwan        | Taoyuan International Baseball Stadium | 250.000 / 250.000                 | $7.111.720  |
| 9 dicembre 2018   | Taoyuan     | Taiwan        | Taoyuan International Baseball Stadium | 250.000 / 250.000                 | $7.111.720  |
| 12 gennaio 2019   | Nagoya      | Giappone      | Nagoya Dome                            | [ N 1 ]                           | [ N 1 ]     |
| 13 gennaio 2019   | Nagoya      | Giappone      | Nagoya Dome                            | [ N 1 ]                           | [ N 1 ]     |
| 19 gennaio 2019   | Kallang     | Singapore     | Stadio nazionale di Singapore          | [ N 2 ]                           | N.D.        |
| 16 febbraio 2019  | Fukuoka     | Giappone      | Fukuoka Dome                           | [ N 1 ]                           | [ N 1 ]     |
| 17 febbraio 2019  | Fukuoka     | Giappone      | Fukuoka Dome                           | [ N 1 ]                           | [ N 1 ]     |
| 20 marzo 2019     | Hong Kong   | Hong Kong     | AsiaWorld–Arena                        | [ N 2 ]                           | N.D.        |
| 21 marzo 2019     | Hong Kong   | Hong Kong     | AsiaWorld–Arena                        | [ N 2 ]                           | N.D.        |
| 23 marzo 2019     | Hong Kong   | Hong Kong     | AsiaWorld–Arena                        | [ N 2 ]                           | N.D.        |
| 24 marzo 2019     | Hong Kong   | Hong Kong     | AsiaWorld–Arena                        | [ N 2 ]                           | N.D.        |
| 6 aprile 2019     | Bangkok     | Thailandia    | Stadio Rajamangala                     | [ N 2 ]                           | N.D.        |
| 7 aprile 2019     | Bangkok     | Thailandia    | Stadio Rajamangala                     | [ N 2 ]                           | N.D.        |
| Totale            | Totale      | Totale        | Totale                                 | 1.043.517 / 1.044.320 (99,9%)     | $71.773.660 |

1. 1 2 3 4 5 6  Conteggio totale del 13, 14, 21, 23 e 24 novembre 2018, del 12 e 13 gennaio, e del 16 e 17 febbraio 2019.
2. 1 2 3 4  Conteggio totale degli spettacoli dell'8 e 9 dicembre 2018, del 18 gennaio, del 20, 21, 23 e 24 marzo, e del 6 e 7 aprile 2019.

## Speak Yourself

### Annuncio
Il 19 febbraio 2019, la Big Hit Entertainment ha comunicato tramite il proprio canale YouTube un'estensione del tour, intitolata Speak Yourself, che si sarebbe tenuta negli stadi, cominciando dal Rose Bowl di Pasadena il 4 maggio 2019. Il 14 luglio 2019 è stata aggiunta una data in Arabia Saudita, Il 15 luglio è stato comunicato che il tour si sarebbe concluso il 29 ottobre 2019 dopo tre spettacoli a Seul.
I concerti del 1º giugno di Londra, del 12 ottobre di Riad e del 26 ottobre di Seul sono stati trasmessi in diretta streaming a pagamento su VLive+. Lo spettacolo del 27 ottobre da Seul è stato proiettato simultaneamente in alcuni cinema asiatici, tra cui quelli di Singapore, Thailandia e Giappone, e in differita negli Stati Uniti.

### Accoglienza commerciale
Negli Stati Uniti, i biglietti sono terminati in circa due ore e mezza in tutte le date previste; quelli per il Regno Unito sono finiti in 90 minuti e quelli per la Francia in circa cinque ore e mezza. I biglietti per il concerto brasiliano del 25 maggio 2019, nonostante le difficoltà di connessione del sito web, sono andati esauriti in 75 minuti. A causa della forte domanda, tutti gli spettacoli sono stati raddoppiati. I biglietti aggiuntivi per la tappa europea sono terminati il giorno stesso della messa in vendita. Negli Stati Uniti e in Europa Speak Yourself ha venduto, durante il primo giorno di disponibilità dei biglietti, più della tournée dei The Rolling Stones, che era stata messa in vendita in contemporanea.
I BTS si sono esibiti per 88.156 persone al Soldier Field e 98.574 al MetLife Stadium, incassando rispettivamente circa 13 e 14 milioni di dollari e figurando nella top 5 degli artisti che avevano coinvolto il maggior numero di spettatori in entrambi gli stadi. Sono stati i primi artisti asiatici a fare il tutto esaurito al Rose Bowl, i cui due concerti hanno fruttato 16,6 milioni di dollari, segnando il miglior incasso di sempre per un evento nella storia dello stadio, superando Taylor Swift e gli U2 e raggiungendo i The Carters ed Eminem con Rihanna. La diretta streaming del concerto allo stadio di Wembley del 1º giugno è stata seguita da oltre 140.000 persone.
L'estensione è stata il tour più seguito nel mondo a maggio 2019, totalizzando un incasso di $51.666.038 con 384.498 spettatori. I primi dodici spettacoli hanno incassato 78,9 milioni di dollari con 606.409 biglietti venduti. Speak Yourself si è concluso con $116,6 milioni di incasso e 976.283 biglietti venduti, segnando una media a spettacolo di $5,8 milioni e 48.814 biglietti. Nella classifica annuale per il 2019 è stato quarto dopo i tour di Rolling Stones, Taylor Swift e Spice Girls.
È stato stimato che i tre giorni di concerti finali a Seul nell'ottobre 2019 abbiano avuto un impatto economico di circa un trilione di won (862 milioni di dollari), portando 187.000 turisti stranieri in Corea del Sud.

### Scaletta dell'estensione
I BTS hanno utilizzato la seguente scaletta:
1. Dionysus
2. Not Today
3. Outro: Wings
4. Trivia: Just Dance
5. Euphoria
6. Best of Me
7. Serendipity
8. Trivia: Love
9. Boy with Luv
10. Dope
11. Silver Spoon
12. Fire
13. Idol[m 1]/Run[m 2]
14. Singularity
15. Fake Love (Rocking Vibe Mix)
16. Trivia: Seesaw
17. Epiphany
18. The Truth Untold
19. Outro: Tear
20. Mic Drop
21. Idol[m 2]

Encore
1. Anpanman
2. So What
3. Make It Right
4. Mikrokosmos

Note
1. ↑  Tutti gli spettacoli, tranne quelli del 26, 27 e 29 ottobre 2019.
2. 1 2  Solo spettacoli del 26, 27 e 29 ottobre 2019. Cfr. (EN) Rhian Daly, BTS bring the 'Love Yourself' era to a close with powerful and moving homecoming show in Seoul, su nme.com, 29 ottobre 2019.

### Date
| Data            | Città           | Stato          | Luogo                         | Biglietti (venduti / disponibili) | Incasso      |
| Nord America    | Nord America    | Nord America   | Nord America                  | Nord America                      | Nord America |
| --------------- | --------------- | -------------- | ----------------------------- | --------------------------------- | ------------ |
| 4 maggio 2019   | Pasadena        | Stati Uniti    | Rose Bowl                     | 113.040 / 113.040                 | $16.557.515  |
| 5 maggio 2019   | Pasadena        | Stati Uniti    | Rose Bowl                     | 113.040 / 113.040                 | $16.557.515  |
| 11 maggio 2019  | Chicago         | Stati Uniti    | Soldier Field                 | 88.156 / 88.156                   | $13.345.795  |
| 12 maggio 2019  | Chicago         | Stati Uniti    | Soldier Field                 | 88.156 / 88.156                   | $13.345.795  |
| 18 maggio 2019  | East Rutherford | Stati Uniti    | MetLife Stadium               | 98.574 / 98.574                   | $14.050.410  |
| 19 maggio 2019  | East Rutherford | Stati Uniti    | MetLife Stadium               | 98.574 / 98.574                   | $14.050.410  |
| Sud America     |                 |                |                               |                                   |              |
| 25 maggio 2019  | San Paolo       | Brasile        | Allianz Parque                | 84.728 / 84.728                   | $7.712.318   |
| 26 maggio 2019  | San Paolo       | Brasile        | Allianz Parque                | 84.728 / 84.728                   | $7.712.318   |
| Europa          |                 |                |                               |                                   |              |
| 1º giugno 2019  | Londra          | Regno Unito    | Stadio di Wembley             | 114.583 / 114.583                 | $13.545.702  |
| 2 giugno 2019   | Londra          | Regno Unito    | Stadio di Wembley             | 114.583 / 114.583                 | $13.545.702  |
| 7 giugno 2019   | Saint-Denis     | Francia        | Stade de France               | 107.328 / 107.328                 | $13.728.598  |
| 8 giugno 2019   | Saint-Denis     | Francia        | Stade de France               | 107.328 / 107.328                 | $13.728.598  |
| Asia            |                 |                |                               |                                   |              |
| 6 luglio 2019   | Osaka           | Giappone       | Stadio Nagai                  | 107.153 / 107.153                 | $10.486.317  |
| 7 luglio 2019   | Osaka           | Giappone       | Stadio Nagai                  | 107.153 / 107.153                 | $10.486.317  |
| 13 luglio 2019  | Shizuoka        | Giappone       | Shizuoka Stadium ECOPA        | 101.554 / 101.554                 | $9.832.610   |
| 14 luglio 2019  | Shizuoka        | Giappone       | Shizuoka Stadium ECOPA        | 101.554 / 101.554                 | $9.832.610   |
| 10 ottobre 2019 | Riad            | Arabia Saudita | Stadio Internazionale Re Fahd | 31.899 / 37.141                   | $4.381.560   |
| 26 ottobre 2019 | Seul            | Corea del Sud  | Stadio Olimpico               | 129.268 / 129.268                 | $12.109.026  |
| 27 ottobre 2019 | Seul            | Corea del Sud  | Stadio Olimpico               | 129.268 / 129.268                 | $12.109.026  |
| 29 ottobre 2019 | Seul            | Corea del Sud  | Stadio Olimpico               | 129.268 / 129.268                 | $12.109.026  |
| Totale          | Totale          | Totale         | Totale                        | 976.283 / 981.525 (99,5%)         | $115.749.851 |

## Riconoscimenti
- American Music Award
  - 2019 – Tour dell'anno[66]
- E! People's Choice Awards
  - 2019 – Candidatura Tour dell'anno[67]
- Edaily Culture Award
  - 2019 – Miglior concerto[68]
  - 2019 – Daesang (Gran premio)[69]
- NME Awards
  - 2020 – Momento musicale dell'anno (Love Yourself: Speak Yourself al Wembley Stadium)[70]
- Teen Choice Awards
  - 2019 – Miglior tour estivo[71]
- Ticketmaster
  - 2018 – Biglietto globale dell'anno[72]
  - 2018 – Biglietto dell'anno in Francia[73]
  - 2018 – Candidatura Evento più atteso del 2019 in Francia[73]
  - 2019 – Biglietto dell'anno in Francia[74]
  - 2019 – Evento più atteso del 2020 in Francia[74]
  - 2019 – Evento più atteso del 2020 in Spagna[75]
  - 2019 – Candidatura Biglietto globale dell'anno[76]
  - 2019 – Candidatura Biglietto dell'anno nel Regno Unito[76]

## Adattamenti
Il film-concerto della tappa del 26 agosto 2018 allo Stadio Olimpico di Seul è stato distribuito nei cinema di 108 Paesi il 26 gennaio 2019. Il 27 marzo 2019 ne è stato pubblicato il DVD, mentre il 23 aprile il Blu-ray. Entrambe le versioni durano 337 minuti e sono formate da tre dischi contenenti il concerto e i dietro le quinte.
Un secondo film, Bring the Soul: The Movie, è stato proiettato nei cinema di 110 Paesi nell'agosto 2019. La pellicola mostra esibizioni del tour e interviste ai BTS dopo la conclusione della tappa europea. Retroscena inediti del tour sono stati inoltre presentati in sei episodi in Bring the Soul: Docu-series e in sette episodi in Break the Silence: Docu-series.
Il 15 maggio 2019 sono usciti i DVD dei concerti in Europa e al Citi Field di New York. Sono stati realizzati i dischi anche della tappa giapponese (sia di Love Yourself che di Speak Yourself), dei concerti in Brasile e di quelli al Wembley Stadium.

### Trasmissioni televisive
| Data prima visione | Paese         | Canale | Titolo del programma                                                         | Data di registrazione | Luogo di registrazione            | Note   |
| ------------------ | ------------- | ------ | ---------------------------------------------------------------------------- | --------------------- | --------------------------------- | ------ |
| 5 luglio 2019      | Giappone      | TBS1   | BTS Dome Concert Performance Pre-program: 2018.11 Close-up Documentary       | novembre 2018         | Varie in Corea del Sud e Giappone | [ 86 ] |
| 15 luglio 2019     | Giappone      | TBS1   | BTS World Tour: Love Yourself ~Japan Edition~                                | 14 novembre 2018      | Tokyo Dome                        | [ 87 ] |
| 20 luglio 2019     | Corea del Sud | JTBC   | BTS World Tour: Love Yourself in Seoul                                       | 26 agosto 2018        | Stadio Olimpico                   | [ 88 ] |
| 3 agosto 2019      | Giappone      | TBS1   | BTS World Tour: Love Yourself ~Japan Edition~                                | 17 febbraio 2019      | Fukuoka Dome                      | [ 87 ] |
| 7 settembre 2019   | Giappone      | TBS1   | BTS World Tour: Love Yourself In New York                                    | 6 ottobre 2018        | Citi Field                        | [ 87 ] |
| 5 ottobre 2019     | Giappone      | TBS1   | BTS World Tour: Love Yourself in Seoul (versione integrale home video)       | 26 agosto 2018        | Stadio Olimpico                   | [ 87 ] |
| 10 novembre 2019   | Giappone      | TBS1   | BTS Stadium Concert Performance Pre-program: 2019.07 Close-up Documentary    | luglio 2019           | Varie in Corea del Sud e Giappone | [ 89 ] |
| 7 dicembre 2019    | Giappone      | TBS1   | BTS World Tour: Love Yourself: Speak Yourself ~Japan Edition~                | 7 luglio 2019         | Stadio Nagai                      | [ 90 ] |
| 27 giugno 2020     | Giappone      | TBS1   | BTS World Tour: Love Yourself in London (versione integrale)                 | 10 ottobre 2018       | O2 Arena                          | [ 91 ] |
| 25 luglio 2020     | Giappone      | TBS1   | BTS World Tour: Love Yourself: Speak Yourself Sao Paulo (versione integrale) | 26 maggio 2019        | Allianz Parque                    | [ 92 ] |